# Les 21 Heures de Munich
Pour plus de détails, voir Fiche technique et Distribution.
Les 21 Heures de Munich ou Terreur sur le stade (21 Hours at Munich) est un téléfilm américain réalisé par William A. Graham diffusé en 1976 aux États-Unis, puis sorti dans les salles de cinéma de pays comme la Suède, la Finlande, l'Autriche, et l'ex-Allemagne de l'Ouest entre 1976 et 1978. Le téléfilm retrace les événements relatifs à la prise d'otages d'athlètes israéliens par un groupe de terroristes palestiniens lors des Jeux olympiques de 1972 à Munich.

## Synopsis
En pleine nuit, le 5 septembre 1972 alors que les jeux olympiques battent leur plein, un groupe de huit palestiniens s'introduit dans un bâtiment du village olympique hébergeant les athlètes de la délégation israélienne. Ils prennent en otage un groupe d'israéliens et abattent deux fuyards dès les premiers instants. Puis leur entraineur meurt à son tour. Il reste alors huit hommes entre les mains des Palestiniens. Ces derniers veulent la libération de leurs frères retenus dans les prisons israéliennes en échange de leurs otages. Mais les négociations trainent et n'aboutissent pas. La position délicate de l'Allemagne face au peuple israélien n'est que suggérée dans le film, mais est dans les esprits de tous en raison du souvenir amer qu'a laissé la Seconde Guerre mondiale, ne laisse pas au gouvernement allemand de cette époque le droit à l'erreur. Pourtant tout cela va se finir dans un bain de sang atroce inévitable.

## Fiche technique
- Titre original : 21 Hours at Munich
- Titre français : Les 21 Heures de Munich ou Terreur sur le stade (titre vidéo)
- Réalisation : William A. Graham
- Scénario : Edward Hume & Howard Fast
- D'après le livre de Serge Groussard, The Blood of Israel
- Musique originale : Laurence Rosenthal
- Photographie : Jost Vacano
- Montage : Ronald J. Fagan
- Production : Robert Greenwald & Frank von Zerneck
  - Production associée : Frank Baur
  - Production déléguée : Edward S. Feldman (en)
- Genre : Drame
- Date de diffusion : 
  -  États-Unis : 7 novembre 1976
  -  Turquie : 1981
- Dates de sortie en salle :
  -  Suède : 25 décembre 1976
  -  Finlande : 25 mars 1977
  -  Autriche : 1978
  -  Allemagne de l'Est : 13 janvier 1978

## Distribution
- William Holden (VF : Marc Cassot) : Le chef de la police Manfred Schreiber
- Shirley Knight (VF : Jane Val) : Anneliese Graes
- Franco Nero (VF : Bernard Murat) : Issa
- Noel Willman (VF : Jean Berger) : Bruno Merk
- Anthony Quayle (VF : Michel Bardinet) : Le général Zvi Zamir
- Richard Basehart (VF : William Sabatier) : Willy Brandt
- Georg Marischka (VF : Jean Violette) : Hans-Dietrich Genscher
- Djamchid Soheili : Touny
- Dan van Husen (VF : Gérard Hernandez) : Tony
- Franck Rudnick (VF : Francis Lax) : Walter Troger
- Paul L. Smith (VF : Henry Djanik) : Joseph Guntfreund
- Else Quecke (VF : Paula Dehelly) : Golda Meir
- Michael Degen (en) (VF : Roger Crouzet) : Mohammed Khadif
- Walter Kohut (VF : Jacques Thébault) : Feldhaus
- Jan Niklas (VF : Daniel Gall) : Yann, l'assistant de Schreiber
- Ernest Lenart : Ben Horin
- Günther Maria Halmer (VF : Claude Joseph) : André Spitzer
- Osman Ragheb (VF: Philippe Dumat) : Aziz Sebki, Le premier ministre Égyptien
- Ullrich Haupt (VF : Roger Lumont) : L'entraîneur israélien
- Eric Falk (VF : Daniel Gall) : Geddel Romano
- James Hurley (VF: Georges Hubert) : Avery Brundage